# 아세톤 퍼옥사이드
아세톤 퍼옥사이드(Acetone peroxide, APEX)는 유기 퍼옥사이드이자 1차 폭발물이다. 아세톤과 과산화 수소를 반응시켜 선형 단량체와 고리 이합체, 삼합체, 사합체 형태의 혼합물을 양산함으로써 생성된다. DADP(diacetone diperoxide), TATP(triacetone triperoxide), TCAP(tri-cyclic acetone peroxide)로도 부른다. 2001년 이후로 여러 테러리스트 폭탄에 선정되어 사용된 폭약물이다.